# Calle 37 (Metro de Filadelfia)
Calle 37  es una estación en la Ruta 11, la Ruta 34, la Ruta 36 y la Ruta 13 de la línea verde del Metro de Filadelfia. La estación se encuentra localizada en la Calle 37 y la Calle Spruce en Filadelfia, Pensilvania. La estación Calle 37 fue inaugurada en 1956. La Autoridad de Transporte del Sureste de Pensilvania (por sus siglas en inglés SEPTA) es la encargada por el mantenimiento y administración de la estación.

## Descripción y servicios
La estación Calle 37 cuenta con 2 plataformas laterales y 2 vías.  

## Conexiones
La estación es abastecida por las siguientes conexiones: 
- Rutas de autobuses SEPTA: Ninguna